# خواب (فیلم)
خواب (انگلیسی: Sleep) فیلمی به کارگردانی اندی وارهول است که در سال ۱۹۶۳ منتشر شد.